# Герб Алкошете
Ге́рб Алкоше́те — офіційний символ містечка Алкошете, Португалія. Використовується як територіальний герб. У срібному щиті червоний Авіський хрест, на промені якого накладені золоті мушлі, а по центру — золота армілярна сфера. Довкола хреста навхрест лежать чотири пурпурні виноградні грона із зеленим листям. В низу щита дві сині хвилясті смуги. Щит увінчує срібна мурована містечкова корона з чотирма вежами.  Під щитом біла стрічка, на якій великими літерами напис португальською: «vila de Alcochete» (містечко Алкошете).  Офіційно затверджений 26 листопада 1940 року.  

## Галерея

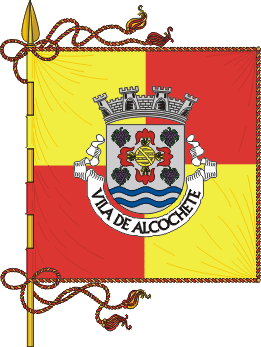
Прапор